# Kenichi Ono
Kenichi Ono (小野健一 Ono Kenichi?) (11 de enero de 1958 - ) es un seiyū de Tokio, Japón que trabaja para rimax.CO.ltd. Su nombre de nacimiento es Kikuo Ono (小野喜久男 Ono Kikuo?).

## Roles interpretados

### Anime
- Super Pig (Kokubu Shinichirou)
- Zillion (Dr. Kariga)
- Martian Successor Nadesico (Buscador)
- Kindaichi Case Files (Takato Youichi, Watson)
- Kinnikuman: Nisei (Ramenman)
- Eureka Seven (Morita)
- Cosmo Police Justy (Bolbar)
- Beyblade (George Smith)
- Hajime no Ippo (Fujii)
- Hikaru no Go (Kawaii-san)
- Futari wa Pretty Cure (Rey Haaku)
- Futari wa Pretty Cure Max Heart (Valdes)
- Future GPX Cyber Formula (Asurada)
- Bobobo-bo Bo-bobo (Nenchaku)
- Super Robot Wars Original Generation: Divine Wars (Sanger Zonvolt)
- Machine Robo: Revenge of Cronos (Gillhead)
- Machine Robo: Battle Hackers (Shuttle Robo, Shibumidas, Devil Satan 6)
- Muka Muka Paradise (Bundoi)
- Love Hina (Padrastro Naru)
- Flame of Recca (Tatesako-sensei)
- RockMan.EXE (Dark Miyabi)
- One Piece (Gin, Dalton, Mr. 11, San Juan Wolf)
- Demashita! Powerpuff Girls Z (Monstruo Radio)
- Dai-Guard (Shirou Shirota)

### OVA
- Guyver (Aptom)
- Gekigangar III (Umitsubame Joe)
- Future GPX Cyber Formula (Asurada)
- Super Robot Wars Original Generation: The Animation (Sanger Zonvolt)
- Special Duty Combat Unit Shinesman  (Shinesman Sepia)

### PelículasAnime
- Martian Successor Nadesico: El Príncipe de la Oscuridad (Buscador)
- Kindaichi Case Files 2 (Takato Youichi)

### Juegos
- Serie Kinnikuman (Ramenman/Mongolman, Specialman)
- Serie Super Robot Wars (Sanger Zonvolt, Buscador, Devil Satan 6, Wodan Ymir)
- Puyo Puyo (Satan)
- Puyo Puyo 7 (Risukuma-senpai)

### Doblaje
- L.A. Law (Jonathan Rollins)
- Deep Rising (Mulligan)
- Dawn of the dead (película de 2004) (Steve)